# Asepalum
Asepalum é um género botânico pertencente à família Orobanchaceae.

## Espécie
Asepalum eriantherum

## Nome e referências
Asepalum (Vatke ) W.Marais ]